# Мегура (Констанца)
Мегура (рум. Măgura) — село у повіті Констанца в Румунії. Входить до складу комуни Черкезу.
Село розташоване на відстані 169 км на схід від Бухареста, 59 км на південний захід від Констанци.

## Населення
За даними перепису населення 2002 року у селі проживали 148 осіб, усі — румуни. Усі жителі села рідною мовою назвали румунську.